# Süddeutsche Handballmeisterschaft 1962
Die Süddeutsche Handballmeisterschaft 1962 war die dreizehnte vom (SHV) Süddeutschen Handballverband ausgerichtete Endrunde um die Süddeutsche Meisterschaft im Hallenhandball
 der Männer. Sie wurde vom 3. bis 10. Februar 1962 in Ulm (A), Weinheim (B) und München (Endrunde) ausgespielt.

## Turnierverlauf

Landkarte Regionalverbände
Die beiden linken blauen Felder umfassten zu der Zeit den Bereich des Süddeutschen Handballverbandes SHV

Meister wurde der TC Frisch Auf Göppingen, der sich damit für die Endrunde zur Deutschen Meisterschaft 1962 in Kiel qualifizierte, bei der die Göppinger Deutscher Vizemeister wurden.

### Modus
Teilnahmeberechtigt waren jeweils die Meister und Vizemeister von der Endrunde Baden, Verbandsliga Südbaden, Verbandsliga Württemberg und der Bayernliga. Es wurde eine Vorrunde in zwei Gruppen gespielt. Die zwei bestplatzierten Teams jeder Gruppe nahmen an der Endrunde zur Süddeutschen Meisterschaft teil. Nur der Meister war für die Endausscheidung zur Deutschen Meisterschaft qualifiziert.

### Teilnehmer
Gruppe A
- TC Frisch Auf Göppingen (M)
- TSV Rot-Weiß Lörrach
- SG 07 St.Leon
- TSV 1861 Zirndorf (BY)

Gruppe B
- TS Esslingen 1890
- TSV 1860 Ansbach
- TuS Schutterwald
- TSV 1890 Grötzingen

* Vorrundensieger fett gedruckt 

### Endrundentabelle
|    | Mannschaft                  | Spiele | Punkte |
| -- | --------------------------- | ------ | ------ |
| 1. | TC Frisch Auf Göppingen (M) | 3      | 6:0    |
| 2. | TSV 1860 Ansbach            | 3      | 4:2    |
| 3. | TS Esslingen 1890           | 3      | 2:4    |
| 4. | TSV Rot-Weiß Lörrach        | 3      | 0:6    |

Süddeutscher Meister und für die Endrunde zur Deutschen Meisterschaft 1962 qualifiziert

### Frauen
Endspiel um die süddeutsche Meisterschaft der Frauen

Post SV München : VfR Mannheim 3:4

Damit war Mannheim auch Endrundenteilnehmer bei der Deutschen Meisterschaft 1962.